# Bipinnula fimbriata
Bipinnula fimbriata är en orkidéart som först beskrevs av Eduard Friedrich Poeppig, och fick sitt nu gällande namn av Ivan Murray Johnston. Bipinnula fimbriata ingår i släktet Bipinnula och familjen orkidéer. Inga underarter finns listade i Catalogue of Life.

## Bildgalleri

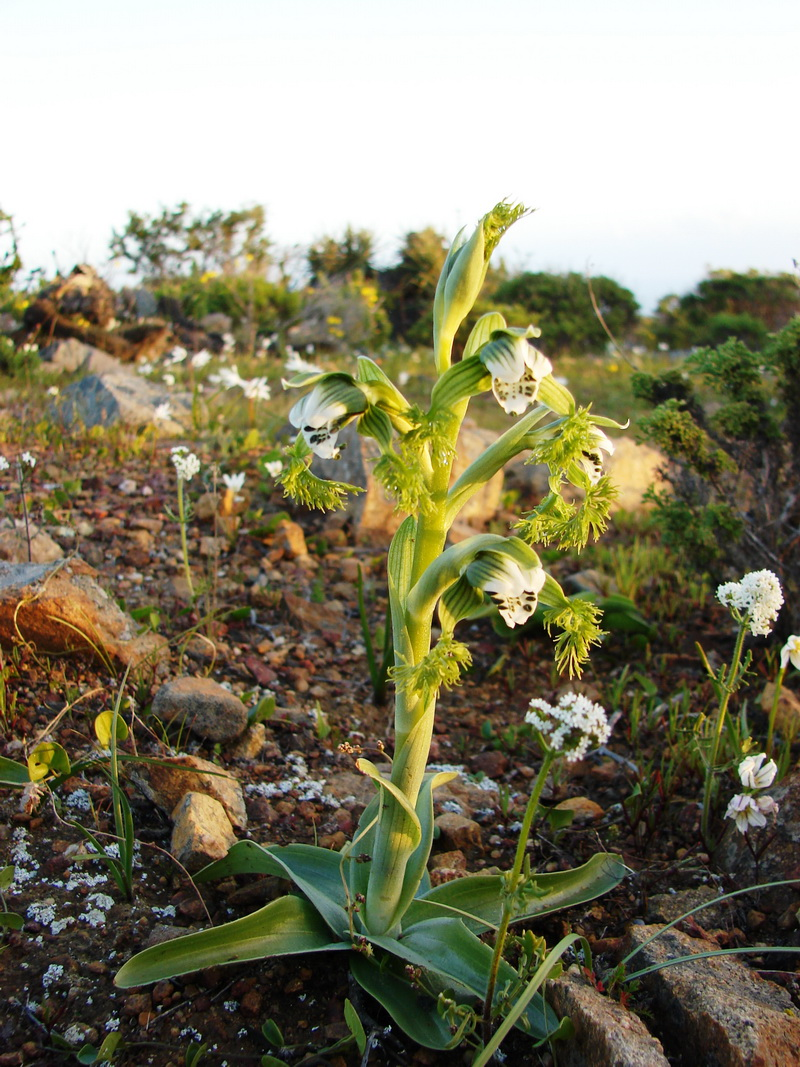
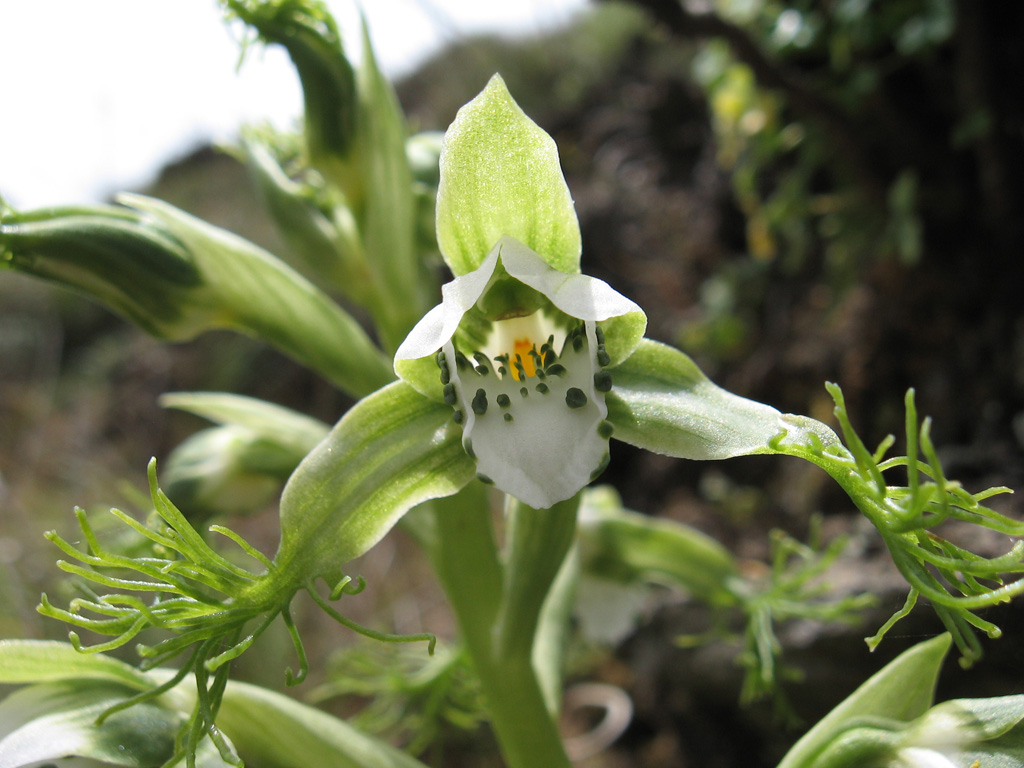